# Иконийска епархия
Иконийската епархия (на гръцки: Ιερά Μητρόπολη Ικονίου) е титулярна епархия на Вселенската патриаршия. Диоцезът съществува от 325 до 1922 година с център в град Иконио, на турски Кония. От 2000 година титлата Митрополит на Иконио, ипертим и екзарх на цяла Ликаония (Ο Ικονίου, υπέρτιμος και έξαρχος πάσης Λυκαονίας) се носи от Теолипт.

## История
Иконио е основан от фригийците. Първоначално е епископия, подчинена на Антиохия Писидийска, а в 372 година става митрополия. В VII век има 15 подчинени епископии, но след селджукското завоевание на района около 1075 година, броят им постепенно намалява и в ΧΙΙΙ век не остава нито една. На 15 септември 1655 година митрополията е закрита и диоцезът е присъединен към Писидийската. Скоро след това, вероятно през септември 1661 година, е възстановена.
Митрополията граничи с Анкарската на север, Кесарийската и Аданската (Антиохийска патриаршия) на изток, Аданската на юг и Писидийската и Филаделфийската на запад. Други важни градове са Нигди (Нигде), Архелайс (Аксарай), Карвали (Гюзелюрт), Парнасос (Шерефликочхисар), Тиана (Кемерхисар), Ворисос (Бор), Ираклия (Ерегли), Иди (Карапънар), Ларанда (Караман), Далисандос (Сейдишехир), Коралия (Бейшехир), Тириео (Ългън), Филомилио (Акшехир).
След разгрома на Гърция в Гръцко-турската война и обмена на население между Гърция и Турция в 1922 година, на територията на епархията не остава православно население.

## Митрополити
| Име          | Име         | Управление                     | Забележка                                                                 | Години            |
| ------------ | ----------- | ------------------------------ | ------------------------------------------------------------------------- | ----------------- |
| Рафаил       | Ραφαήλ      | юли 1780 - септември 1803      | в лариски м.                                                              | ? – ≥ 1806        |
| Кирил I      | Κύριλλος    | септември 1803 - декември 1810 | в одрински м.                                                             | 1775 – 1821       |
| Неофит I     | Νεόφυτος    | декември 1810 – 1825 †         |                                                                           | ? – 1825          |
| Антим III    | Άνθιμος     | октомври 1825 - септември 1835 | в лариски м.                                                              | 1788 – 1878       |
| Самуил       | Σαμουήλ     | септември 1835 - 8 януари 1840 | по-рано писидийски м.                                                     | ? - около 1846    |
| Йоаким II    | Ιωακείμ     | януари 1840 – юни 1846         | от воденски м., подал оставка                                             |                   |
| Мелетий II   | Μελέτιος    | юни 1846 - 1849 †              | от димитриадски м.                                                        | ? – 1849          |
| Неофит II    | Νεόφυτος    | май 1849 - януари 1865 †       | от еласонски м.                                                           | около 1787 – 1865 |
| Софроний     | Σωφρόνιος   | 11 януари 1865 - 1 май 1873    | в димотишки м.                                                            | ? – 1890          |
| Агатангел    | Αγαθάγγελος | 1 май 1873 - 17 юли 1885 †     | от митимнийски м.                                                         | ? – 1885          |
| Доротей      | Δωρόθεος    | 26 август 1885 - 22 юли 1887   | от корчански м., в белградски                                             | 1841 – 1924       |
| Амвросий     | Αμβρόσιος   | 22 юли 1887 - 20 март 1889 †   | от хиоски м.                                                              | 1832 – 1889       |
| Атанасий III | Αθανάσιος   | 23 март 1889 – 10 юни 1911 †   |                                                                           | ? – 1911          |
| Прокопий     | Προκόπιος   | 16 юни 1911 - 12 март 1923 †   | от филаделфийски м., арестуван от турските власти в 1922, умрял в затвора | 1859 – 1923       |
| Яков         | Ιάκωβος     | 7 юли 1950 – 16 април 1965 †   |                                                                           | 1916 – 1965       |
| Теолипт      | Θεόληπτος   | 10 септември 2000 –            |                                                                           | 1957 –            |